# Messier 36
Messier 36 (NGC 1960) is een open sterrenhoop in het sterrenbeeld Voerman (Auriga) dat door Giovanni Batista Hodierna werd ontdekt. Charles Messier nam de sterrenhoop in 1764 op in zijn catalogus van komeetachtige objecten.
De schijnbare diameter van M36 gekoppeld aan de geschatte afstand van 4100 lichtjaar leren dat de werkelijke afmetingen van de sterrenhoop ongeveer 14 lichtjaar bedraagt.
Van de circa 60 sterren die deel uitmaken van M36 hebben de helderste een helderheid van magnitude +9 en een spectraalklasse B9. Messier 36 kan in de nabijheid van de sterrenhopen Messier 37 en 38 worden gevonden.